# Turriff
Turriff (gael. Turra) – miasto w północno-wschodniej Szkocji, w hrabstwie Aberdeenshire, położone nad ujściem strumienia Burn of Turriff do rzeki Deveron. W 2011 roku liczyło 5177 mieszkańców.
We wczesnym średniowieczu przypuszczalnie istniał tu celtycki klasztor, wzmiankowany w zapiskach w Księdze z Deer, datowanych na około 1135 rok. Jego istnienie nie zostało jednak potwierdzone. W Turriff znajdował się także zamek, który miał istnieć jeszcze około 1610 roku. Do dziś nie zachowały się żadne pozostałości budowli. Na wschód od miasta mieści się XVI-wieczny Delgatie Castle.